# Georges Cusin
Pour les articles homonymes, voir Cusin.
Georges Cusin, né le 31 mars 1902 à Lunéville (Meurthe-et-Moselle) et mort le 15 février 1964 à Paris 14e, est un acteur français.

## Filmographie
- 1934 : Cessez le feu de Jacques de Baroncelli : le cul-de-jatte
- 1946 : La Foire aux chimères de Pierre Chenal: le commissaire de la sûreté
- 1946 : Copie conforme de Jean Dréville : Pauzat
- 1947 : La Figure de proue de Christian Stengel : Corentin
- 1948 : Clochemerle de Pierre Chenal
- 1955 : Si Paris nous était conté de Sacha Guitry : un pêcheur
- 1956 : Sous le ciel de Provence ou Quatre pas dans les nuages (Era di venerdi 17)  de Mario Soldati : le contrôleur du train
- 1957 : Pot-Bouille de Julien Duvivier : Achille Compardon
- 1958 : Le Dos au mur d'Édouard Molinaro
- 1958 : Prisons de femmes de Maurice Cloche : le juge d'instruction
- 1959 : Les Affreux de Marc Allégret : le colonel
- 1960 : La Mort de Belle d'Édouard Molinaro : M. Genet, le directeur d'école
- 1962 : Les Ennemis d'Édouard Molinaro : le commandant
- 1962 : L'inspecteur Leclerc enquête d'André Michel, épisode : Le saut périlleux, série TV

## Théâtre
- 1921 : La Couronne de carton de Jean Sarment, Théâtre de Paris
- 1924 : Jésus de Nazareth de Paul Demasy, mise en scène Firmin Gémier, Théâtre de l'Odéon
- 1926 : Le Dernier Empereur de Jean-Richard Bloch, mise en scène Armand Bour, Théâtre de l'Odéon
- 1933 : Napoléon de Saint-Georges de Bouhélier, Théâtre de l'Odéon
- 1934 : Pile ou face de Louis Verneuil, Théâtre de l'Odéon
- 1934 : Jeanne d'Arc de Saint-Georges de Bouhélier, Théâtre de l'Odéon
- 1934 : Les Femmes savantes de Molière, mise en scène Paul Abram, Théâtre de l'Odéon
- 1946 : L'Amour des trois oranges d'Alexandre Arnoux, mise en scène Gaston Baty, Théâtre Montparnasse
- 1946 : Le Mariage de Figaro de Beaumarchais, mise en scène Jean Meyer, Comédie-Française
- 1946 : Arlequin poli par l'amour de Marivaux, m.e.s. Gaston Baty et Jacques Charon, Comédie-Française
- 1950 : Clérambard de Marcel Aymé, mise en scène Claude Sainval, Comédie des Champs-Élysées
- 1955 : La Cerisaie d'Anton Tchekhov, mise en scène Jean-Louis Barrault, Théâtre des Célestins
- 1955 : Le Chien du jardinier de Georges Neveux d'après Felix Lope de Vega, mise en scène Jean-Louis Barrault, Théâtre Marigny
- 1956 : Le Chien du jardinier de Félix Lope de Vega, mise en scène Jean-Louis Barrault, Théâtre des Célestins
- 1956 : Histoire de Vasco de Georges Schehadé, mise en scène Jean-Louis Barrault, Théâtre des Célestins
- 1958 : Le Soulier de satin de Paul Claudel, mise en scène Jean-Louis Barrault, Théâtre du Palais-Royal
- 1959 : La Vie parisienne de Jacques Offenbach, mise en scène Jean-Louis Barrault, Théâtre du Palais-Royal
- 1959 : Tête d'or de Paul Claudel, mise en scène Jean-Louis Barrault, Odéon-Théâtre de France
- 1960 : Occupe-toi d'Amélie de Georges Feydeau, mise en scène Jean-Louis Barrault, Odéon-Théâtre de France
- 1960 : Jules César de William Shakespeare, mise en scène Jean-Louis Barrault, Odéon-Théâtre de France
- 1960 : La Cerisaie d'Anton Tchekhov, mise en scène Jean-Louis Barrault, Odéon-Théâtre de France
- 1961 : Le Voyage de Georges Schehadé, mise en scène Jean-Louis Barrault, Odéon-Théâtre de France
- 1962 : Hamlet de William Shakespeare, mise en scène Jean-Louis Barrault, Odéon-Théâtre de France
- 1962 : La Vie parisienne de Jacques Offenbach, livret d'Henri Meilhac et Ludovic Halévy, mise en scène Jean-Louis Barrault, Odéon-Théâtre de France
- 1963 : Divines Paroles d'après Ramón María del Valle-Inclán, mise en scène Roger Blin, Odéon-Théâtre de France
- 1963 : La Cerisaie d'Anton Tchekhov, mise en scène Jean-Louis Barrault,   Odéon-Théâtre de France